# أدريانو فيسكونتي
أدريانو فيسكونتي (بالإيطالية: Adriano Visconti) (11 نوفمبر 1915 – 29 أبريل 1945) كان طيارًا عسكريًا إيطاليًا وواحدًا من أبرز الطيارين المقاتلين الإيطاليين خلال الحرب العالمية الثانية. خدم في القوات الجوية الملكية الإيطالية.

## حياته
وُلد فيسكونتي في ميلانو، وبدأ حياته العسكرية في القوات الجوية الملكية الإيطالية، حيث شارك في العديد من المعارك الجوية على جبهات متعددة. بعد هدنة 1943 وانقسام إيطاليا، انضم إلى القوات الجوية للجمهورية الاجتماعية الإيطالية الموالية لألمانيا النازية، حيث أصبح من الطيارين البارزين وسُجل له إسقاط عدد كبير من الطائرات الحليفة.

## وفاته
مع نهاية الحرب، تم القبض على فيسكونتي في أبريل 1945 من قبل قوات المقاومة الإيطالية. وعلى الرغم من استسلامه، تم إعدامه ميدانيًا في ميلانو في 29 أبريل 1945، قبل يوم واحد من تحرير المدينة.

## إرث
يُذكر أدريانو فيسكونتي كأحد أبرز الطيارين الإيطاليين خلال الحرب العالمية الثانية، وقد حصل على عدة أوسمة عسكرية خلال حياته، من بينها صليب الطيران الفضي.